# 正统冠军

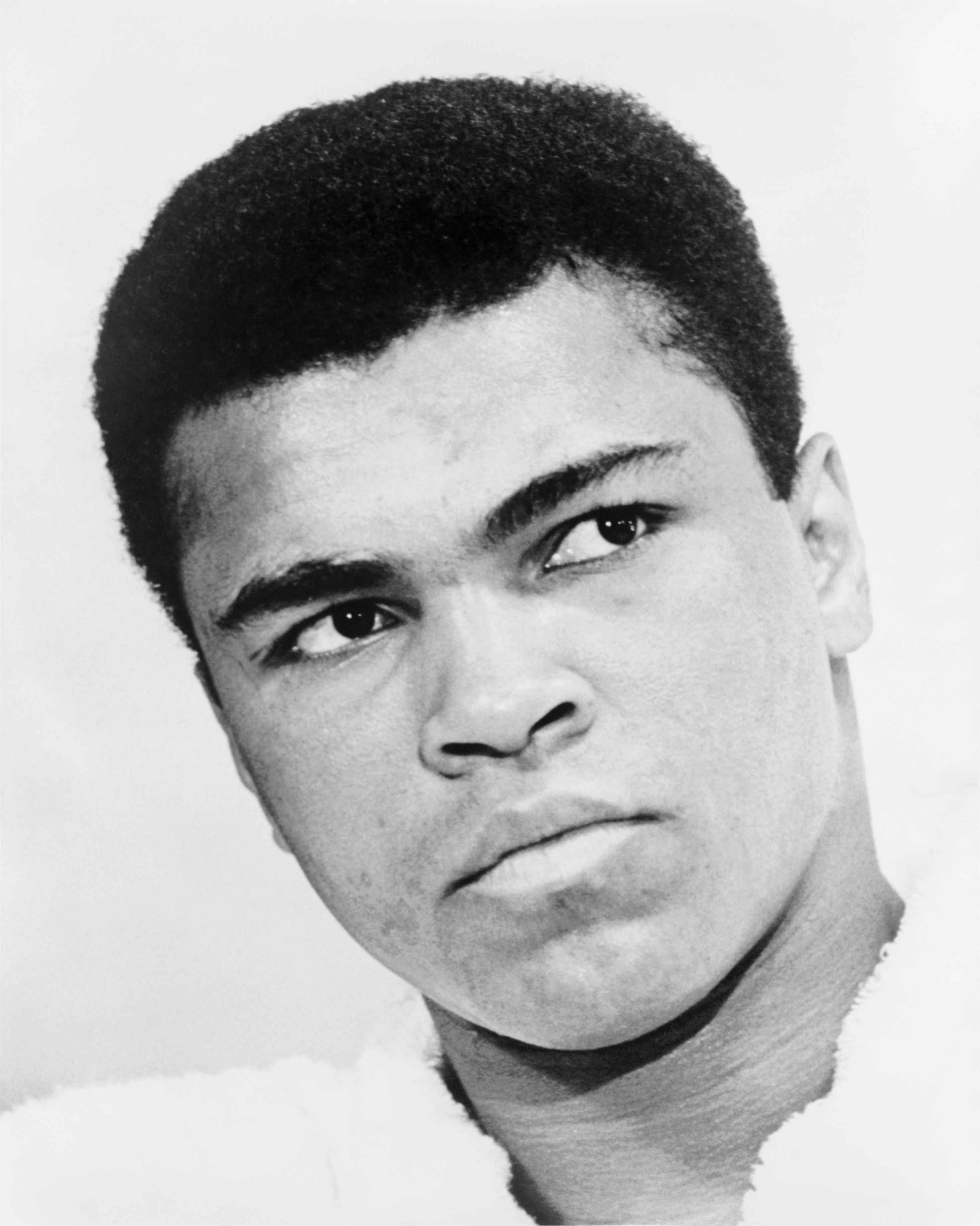
拳王阿里是拳击界唯一一位三度拥有重量级正统冠军头衔的拳手

正统冠军（英語：lineal championship），或译为直系冠军，是职业拳击等搏击运动中的非正式冠军头衔。某一体重级别的正统冠军称号最初由一位无争议冠军所拥有，此后每位击败上一任正统冠军的选手便能继承该头衔。在职业拳击领域，正统冠军又被称为“击败冠军的冠军”（the man who beat the man）。
世界拳击协会（WBA）、世界拳击理事会（WBC）等赛事组织的冠军头衔拥有者经常会自动让出头衔，或因违反赛事规定而被剥夺头衔，此时该头衔的传承就会出现中断。正统冠军的作用之一便是为了防止这一点。然而由于其非官方的性质，并没有受到广泛认同的正统冠军名单。首先，对每个传承的首位冠军如何认定就存有争议。 其次，当现任正统冠军退役或转战其他级别后该如何传承也没有一致的意见。